# Gabriela Zapolska
Gabriela Zapolska (n. Maria Gabriela Stefania Korwin-Piotrowska; n. 30 martie 1857, Pidhaiți, Lutsk County⁠(d), gubernia Volînia⁠(d), Imperiul Rus – d. 21 decembrie 1921, Lwów, Lwów Voivodeship⁠(d), Polonia) a fost o scriitoare, critic de teatru și actriță poloneză. A scris 41 piese de teatru, 23 romane, proză scurtă, 252 articole de presă, un scenariu de film și peste 1 500 de scrisori.